# 楢岡徹
楢岡 徹（ならおか とおる、1883年 - 1956年）は、日本の内務官僚。新庄町長(1期)、山形県新庄市出身。

## 略歴
- 1908年、東京外国語学校英語科卒業。内務省地方局勤務
- 1919年、都市計画法公布にともない、長崎市に勤務、助役を歴任
- 1922年、横浜港湾調査会幹事、横浜市嘱託、主任就任
- 1924年、横浜市助役就任
- 1929年、永代借地権疑獄事件に巻き込まれ助役を辞任
- 1943年、新庄町長就任[1]
- 1946年、新庄町長退任[1]

戦後、公職追放となる。